# Коланґестан
Коланґестан (перс. كلنگستان) — село в Ірані, у дегестані Тагер-Ґураб, у Центральному бахші, шагрестані Совмее-Сара остану Ґілян. За даними перепису 2006 року, його населення становило 851 особу, що проживали у складі 246 сімей.

## Клімат
Середня річна температура становить 13,93 °C, середня максимальна – 27,46 °C, а середня мінімальна – -1,50 °C. Середня річна кількість опадів – 743 мм.
| Клімат поселення                              | Клімат поселення | Клімат поселення | Клімат поселення | Клімат поселення | Клімат поселення | Клімат поселення | Клімат поселення | Клімат поселення | Клімат поселення | Клімат поселення | Клімат поселення | Клімат поселення | Клімат поселення |
| Показник                                      | Січ.             | Лют.             | Бер.             | Квіт.            | Трав.            | Черв.            | Лип.             | Серп.            | Вер.             | Жовт.            | Лист.            | Груд.            |                  |
| Середній максимум, °C                         | 8,30             | 9,19             | 11,91            | 17,64            | 22,16            | 25,07            | 27,46            | 27,29            | 24,22            | 20,90            | 16,39            | 11,99            |                  |
| Середня температура, °C                       | 3,40             | 4,29             | 7,01             | 12,74            | 17,26            | 20,18            | 23,14            | 22,95            | 19,88            | 16,56            | 12,07            | 7,63             |                  |
| Середній мінімум, °C                          | −1,5             | −0,62            | 2,12             | 7,86             | 12,37            | 15,27            | 18,80            | 18,62            | 15,56            | 12,24            | 7,72             | 3,30             |                  |
| Норма опадів, мм                              | 76               | 61               | 65               | 55               | 38               | 23               | 11               | 32               | 72               | 106              | 87               | 117              |                  |
| Середньомісячна швидкість вітру, м/с          | 2.30             | 2.33             | 2.40             | 2.30             | 2.30             | 2.60             | 2.50             | 2.39             | 2.14             | 2.00             | 1.90             | 1.90             |                  |
| Середньомісячна сонячна радіація, кДж/м²·день | 6876             | 9116             | 11220            | 15871            | 20034            | 22846            | 23649            | 20073            | 16381            | 11222            | 8599             | 6607             |                  |
| --------------------------------------------- | ---------------- | ---------------- | ---------------- | ---------------- | ---------------- | ---------------- | ---------------- | ---------------- | ---------------- | ---------------- | ---------------- | ---------------- | ---------------- |
| Джерело:                                      |                  |                  |                  |                  |                  |                  |                  |                  |                  |                  |                  |                  |                  |